# Т-84
Т-84 — украинский основной боевой танк, дальнейшее развитие танка Т-80УД (1987 г.), серии советских танков Т-80. Принят на вооружение армии Украины в 2001 году.

## История
В 1992 году начались работы над модернизацией советского танка Т-80УД.
В конце 1994 года был создан первый опытный образец танка Т-84 (всего было изготовлено два или несколько опытных образцов).
В 1995 году демонстрационный образец танка Т-84 был представлен на выставке вооружений IDEX-95.
В 2000 году Т-84 был официально принят на вооружение украинской армии под наименованием «Оплот».
В 2000 году министерством обороны Украины принято решение о начале работ над новым типом основного танка, результатом которых стал танк «Оплот-М».
В 2002 году состоялись государственные испытания маскировочного комплекта «Контраст» для танка Т-84 (разработчиками которой являлись Харьковский национальный университет имени В. Н. Каразина, Институт автоматизированных систем и севастопольское предприятие «Современные волоконные технологии»)..
В 2003 году американские вооруженные силы приобрели четыре танка Т-84, которые подтвердили тот факт, что Т-84 — усовершенствованная версия советского танка Т-80УД.
В 2009 году «Оплот-М» принят на вооружение Украинской Армии.
В 2020 году было объявлено о старте программы «Бастион», по которой планируется заменить все Российские комплектующие этого танка на Украинские, планируется, что первый образец такого танка будет получен в 2023 году, с возможным сроком реализации проекта 2025 год.

## Описание
По сравнению с Т-80УД, у новой машины увеличена мощность двигателя до 1200 л. с., усовершенствованы приборы прицеливания и наблюдения, улучшена динамическая защита.
Кроме того, установлен комплекс электро-оптической активной защиты от высокоточного оружия («Штора-1» или «Варта»), для защиты танка от управляемого противотанкового вооружения противника. Так же танк оснастили сварно-катаной башней.

## Модификации
- Объект 478ДУ2 — базовый вариант украинского основного танка Т-84, разработанный в первой половине 1990-х годов.[10] Произведён из Т-80УД. Оснащён сварно-катаной башней, системой «Штора-1», новой ДЗ, а также двигателем 6ТД-2. Опытный образец был изготовлен в 1992 году, прошёл испытания и списан в 2013 году[11]. Серийно не выпускался[12].
- Объект 478ДУ3 — украинский проект модернизации Т-84.
- Объект 478ДУ4 — украинская опытная модернизация Т-84 с установкой усовершенствованной коробки переключения передач.[12] Опытный образец изготовлен в 1999 году, списан в 2013 году.[11]
- Объект 478ДУ5 — украинская опытная модернизация Т-84 с установкой кондиционера.
- Объект 478ДУ6 — украинский проект модернизации Т-84. Серийно не производился.
- Объект 478ДУ7 — украинская опытная модернизация Т-84. Не производился.
- Объект 478ДУ8 — украинская опытная модернизация Т-84. Не производился.
- Т-84У[13][14], БМ «Оплот» обр. 1999 г.[15](Объект 478ДУ9) — украинский основной танк. Усовершенствованный вариант Т-84. Танк получил новую сварно-катанную башню с цельноштампованной крышей, изготовленную из электрошлаковой переплавки, благодаря чему, имеет более высокую прочность и «живучесть». С учётом более простой формы башни, в ней удалось удачно разместить многослойную броню. Также был увеличен её внутренний объём. В лобовой проекции башни была размещена новая динамическая защита 3-го поколения украинского производства «Нож». Оснащён динамической и активной защиты украинского производства, приборами прицеливания зарубежного производства, увеличенными бортовыми экранами. Прошел испытания и был принят на вооружение армии Украины под названием БМ «Оплот», изготовлено 10 единиц.[16]
- Т-84-120 «Ятаган» (Объект 478Н) — украинский экспортный вариант танка Т-84У со 120-мм пушкой (под стандарт НАТО), созданный специально для тендера в Турции 2000 года. Оснащён двигателем 6ТД-2 (1200 л.с.); установлены новая сварная башня в которой установлена 120-мм пушка под боеприпасы стандарта НАТО с автоматом заряжания в кормовой нише и встроенная ДЗ «Нож».
- Объект 478Н1 — Т-84-120 «Ятаган», адаптированный под серийное производство, изготовлен один экземпляр.
- Объект 478ДУ10 — украинский проект установки панорамы на серийные 478ДУ9.
- БМ «Оплот» обр. 2009 г. «Оплот-М» (Объект 478ДУ9-1) — украинский основной танк . Усовершенствованный вариант Т-84У. Изготовлен один экземпляр для нужд ВСУ. Последняя модернизированная модификация Т-84 с улучшенными качествами мобильности и защищенности, установлена КОЭП Варта[17], изготовлено 5-6 единиц.[18][19]
  - «Оплот-T» (Объект 478ДУ9-Т) — серийный «Оплот-Т» для Таиланда, отличается от «Оплот-М» (Объект 478ДУ9-1) установкой кондиционера и вспомогательной силовой установкой. Изготовлено 49 штук.
- «Оплот-2М» (Объект 478ДУ11) — украинский проект танка по ОКР «Бастион»[20], дальнейшая модификация танка проекта «Оплот-М» (Объект 478ДУ9-1)[21] без российских комплектующих.

## Машины на базе танка
- БРЭМ-84 «Атлет» — бронированная ремонтно-эвакуационная машина на базе узлов шасси танка Т-84У «Оплот»;
- БМУ-84 — бронированный мостоукладчик;
- БТМП-84 — современная украинская экспериментальная боевая машина пехоты на базе Т-84У «Оплот».

## На вооружении
- Украина — 5 Т-84 БМ "Оплот" по состоянию на 2024 год.[22]
- Таиланд — 49 "Оплот-Т" по состоянию на 2024 год.[23]

## Боевое применение
Т-84 Оплот применяется в ходе вторжения России на Украину.

## Оценки
Базовый вариант Т-84 (объект 478ДУ7 и объект 478ДУ2) имеет характеристики бронирования и огневой мощи на уровне российской экспортной модификации танка Т-90 — Т-90С «Бхишма», но превосходит его в мобильности.

## Тактико-технические характеристики
| Показатели                                 | T-84 (1999 г.) | Т-84-120 «Ятаган» (2000 г.) | «Оплот-М» (2009 г.) |
| ------------------------------------------ | --- | --- | --- |
| Боевая масса, тонн                         | 48 | 48 | 51 |
| Экипаж, человек                            | 3 | 3 | 3 |
| Удельная мощность, л. с./т                 | 26,1 | 26,1 | 24,7 |
| Удельное давление на грунт, кг/см²         | 0,93 | 0,93 | 0,97 |
| Диапазон рабочих температур                | от −20 до +50 °C | от −20 до +55 °C | от −20 до +55 °C |
| Скорость движения:                         | | | |
| Максимальная (зависит от типа трансмиссии) | 65—75 км/ч | 65 км/ч | 70 км/ч |
| Средняя                                    | 45 км/ч | 45-50 км/ч | 40-45 км/ч |
| Задним ходом                               | 5 км/ч | 5 км/ч | 32 км/ч |
| Запас хода                                 | | | |
| По дорогам                                 | 540 км | 540 км | 400 — 500 км |
| По местности                               | 350—400 км | 350—400 км | 350-450 км |
| Двигатель                                  | | | |
| Тип                                        | двухтактный, оппозитный, многотопливный, 6-цилиндровый дизельный двигатель модели 6ТД-2 с жидкостным охлаждением, впрыском топлива | двухтактный, оппозитный, многотопливный, 6-цилиндровый дизельный двигатель модели 6ТД-2 с жидкостным охлаждением, впрыском топлива | двухтактный, оппозитный, многотопливный, 6-цилиндровый дизельный двигатель модели 6ТД-2Е с жидкостным охлаждением, впрыском топлива |
| Марка                                      | 6ТД-2 | 6ТД-2 | 6ТД-2Е |
| Мощность                                   | 1200 л. с. при 2600 об./мин. | 1200 л. с. при 2600 об./мин. | 1200 л. с. при 2600 об./мин. |
| Трансмиссия                                | механическая, планетарная, 7 передних и 1 задняя передача                                                                          | механическая, планетарная, 7 передних и 1 задняя передача                                                                          | автоматическая, планетарная, 7 передних и 5 задних передач                                                                          |
| Подвеска                                   | торсионная | торсионная | торсионная |
| Вооружение                                 | | | |
| Основное                                   | 125-мм гладкоствольная пушка КБА3                                                                                                  | 120-мм гладкоствольная пушка КБМ2                                                                                                  | 125-мм гладкоствольная пушка КБА3                                                                                                   |
| Спаренное                                  | 7,62-мм пулемет КТ-7,62 | 7,62-мм пулемет КТ-7,62 | 7,62-мм пулемет КТ-7,62 |
| Зенитное                                   | 12,7-мм пулемет КТ-12,7 | 12,7-мм пулемет КТ-12,7 | 12,7-мм пулемет КТ-12,7 |
| Боекомплект                                | | | |
| Для основного вооружения                   | 40 выстрелов (28 в автомате заряжания)                                                                                             | 40 выстрелов (22 в автомате заряжания)                                                                                             | 40 выстрелов (28 в автомате заряжания)                                                                                              |
| Для спаренного пулемета                    | 1250 патронов | 4000 патронов | 1250 патронов |
| Для зенитного пулемета                     | 450 патронов | 450 патронов | 450 патронов |
| Преодолеваемые препятствия                 | | | |
| Угол подъёма                               | 32° | 32° | 32° |
| Угол крена                                 | 36° | 36° | 25° |
| Вертикальная стенка                        | 1 м | 1 м | 1 м |
| Ширина рва                                 | 2,85 м | 2,85 м | 2,85 м |
| Глубина водной преграды                    | | | |
| Без предварительной подготовки             | 1,2 м | 1,2 м | 1,2 м |
| С предварительной подготовки               | 1,8 м | 1,8 м | 1,8 м |
| С ОПВТ                                     | 5 м | 5 м | 5 м |

## Вооружение
- 125-мм гладкоствольная пушка 2А46М-1 (со стабилизатором 2Э42):

- боекомплект: всего — 43, в МЗ — 28.

- 7,62-мм спаренный пулемёт ПКТ или его украинская копия КТ-7,62:

- боекомплект — 1250.

- Зенитная установка ПЗУ-7:

- 12,7-мм пулемет НСВТ или его украинская копия КТ-12,7;
- боекомплект — 450 (три ленты по 150 патронов);
- дистанционное управление;
- вертикальная стабилизация.

## Приборы наблюдения
- основной прицел 1Г46
- ночной прицел тепловизор
- командирский (дневной/ночной) ТКН-4С «Агат»

## Танки других стран
| Серия                                | Т-90 «Владимир»    | Т-84       | M1 Abrams         | Leopard 2    | Leclerc            | Challenger 2     | C1 Ariete | PT-91 Twardy    |
| ------------------------------------ | ------------------ | ---------- | ----------------- | ------------ | ------------------ | ---------------- | --------- | --------------- |
| Внешний вид                          |                    |            |                   |              |                    |                  |           |                 |
| Год принятия на вооружение           | 1992               | 2000       | 1980              | 1979         | 1992               | 1998             | 1995      | 1995            |
| Современная модификация              | Т-90М «Прорыв»     | БМ «Оплот» | M1A2 Abrams SEPv3 | Leopard 2А7V | Leclerc SXXI       | Challenger 2 TES | C1 Ariete | PT-91M Pendekar |
| Год принятия современной модификации | 2020               | 2009       | 2020              | 2014         | 2009               | 1998             | 1995      | 2010            |
| Боевая масса, т                      | 48                 | 51,0       | 66,8              | 67,5         | 57,4               | 75               | 54,0      | 45,5            |
| Экипаж                               | 3                  | 3          | 4                 | 4            | 3                  | 4                | 4         | 3               |
| Калибр пушки, мм                     | 125                | 125        | 120               | 120          | 120                | 120              | 120       | 125             |
| Панорамный прицел                    | Калина             | ПНК-6      | есть              | PERI-R-12    | SFIM VS-580        | SFIM VS-580      | ATTILA    | Sagem VIGY 15   |
| Управляемое вооружение               | Рефлекс-М, Инвар-М | Комбат     | нет               | нет          | нет                | нет              | нет       | нет             |
| Боекомплект, выстрелов               | 40                 | 46         | 42                | 42           | 40                 | 52               | 42        | 40              |
| Скорострельность, выстр/мин          | 8                  | 8          | 8                 | н/д          | 12                 | н/д              | н/д       | 7               |
| Автомат заряжания                    | карусель           | карусель   | нет               | нет          | ленточный конвейер | нет              | нет       | карусель        |
| Динамическая защита                  | Реликт             | Дуплет     | TUSK ARAT         | есть         | нет                | ROMOR            | PSO/WAR   | ERAWA           |
| Активная защита                      | Арена              | Заслон     | Трофи             | MUSS         | н/д                | н/д              | н/д       | нет             |
| КОЭП                                 | Афганит            | Варта      | AN/VLQ-6 MCD      | MUSS         | н/д                | н/д              | н/д       | OBRA-3          |
| Мощность двигателя, л. с.            | 1130               | 1200       | 1500              | 1500         | 1500               | 1200             | 1300      | 1000            |
| Удельная мощность, л. с./т           | 23,5               | 23,5       | 20,3              | 22,2         | 27,5               | 19,2             | 24,1      | 22,0            |
| Максимальная скорость, км/ч          | 70                 | 70         | 67                | 72           | 72                 | 59               | 65        | 65              |
| Скорость заднего хода, км/ч          | 15                 | 30         | 40                | 31           | 38                 | 35               | 20        | 5               |
| Запас хода по шоссе, км              | 550                | 500        | 425               | 450          | 550                | 400              | 600       | 480             |
| Всего выпущено шт.                   | ~4000              | ~70        | ~10400            | ~3600        | ~860               | ~450             | ~200      | ~280            |
| Стоимость ~                          | $2,9 млн           | $6,65 млн  | $8 млн            | $15 млн      | $16 млн            | $5,5 млн         | $8 млн    | $9 млн          |

| Серия                                | Merkava                 | Arjun     | Al-Khalid   | Karrar         | Songun-ho        | K2 Black Panther   | Type 99  | Type 10                     |
| ------------------------------------ | ----------------------- | --------- | ----------- | -------------- | ---------------- | ------------------ | -------- | --------------------------- |
| Внешний вид                          |                         |           |             |                |                  |                    |          |                             |
| Год принятия на вооружение           | 1979                    | 2004      | 2001        | 2020           | 2010             | 2014               | 2001     | 2012                        |
| Современная модификация              | Merkava Mark IV «Barak» | Arjun MK1 | Al-Khalid I | Karrar         | Songun-ho II     | K2 Black Panther   | 99А2     | Type 10                     |
| Год принятия современной модификации | 2023                    | 2011      | 2020        | 2020           | 2015             | 2014               | 2011     | 2012                        |
| Боевая масса, т                      | 70,0                    | 58,5      | 48,0        | 51,0           | 44               | 55,0               | 58,0     | 44,0                        |
| Экипаж                               | 4                       | 4         | 3           | 3              | 4                | 3                  | 3        | 3                           |
| Калибр пушки, мм                     | 120                     | 120       | 125         | 125            | 125              | 120                | 125      | 120                         |
| Панорамный прицел                    | есть                    | есть      | есть        | есть           | н/д              | есть               | есть     | есть                        |
| Управляемое вооружение               | LAHAT                   | LAHAT     | нет         | есть           | Bulsae-3, Игла-1 | KSTAM              | Рефлекс  | нет                         |
| Боекомплект, выстрелов               | 48                      | 39        | 39          | н/д            | н/д              | 40                 | 41       | н/д                         |
| Скорострельность, выстр/мин          | н/д                     | 6—8       | 8           | н/д            | н/д              | 15                 | 7        | н/д                         |
| Автомат заряжания                    | нет                     | нет       | карусель    | карусель       | нет              | ленточный конвейер | карусель | ленточный конвейер          |
| Динамическая защита                  | есть                    | нет       | есть        | встроенная ERA | есть             | есть               | есть     | нет                         |
| Активная защита                      | Трофи                   | нет       | Варта       | н/д            | нет              | есть               | JD-3     | н/д                         |
| Мощность двигателя, л. с.            | 1500                    | 1400      | 1200        | 1000           | 1200             | 1500               | 1500     | 1200                        |
| Удельная мощность, л. с./т           | 21,5                    | 23,9      | 25,0        | 19,6           | 27,3             | 27,3               | 25,9     | 27,3                        |
| Максимальная скорость, км/ч          | 64                      | 70        | 70          | 70             | 70               | 70                 | 76       | 70                          |
| Скорость заднего хода, км/ч          | 25                      | 15        | 30          | 30             | 5                | 40                 | 33       | 70(реверсивная трансмиссия) |
| Запас хода по шоссе, км              | 500                     | 450       | 500         | 500            | 450              | 450                | 450      | 500                         |
| Всего выпущено шт.                   | ~2000                   | ~200      | ~900        | ~800           | ~700             | ~400               | ~1200    | ~117                        |
| Стоимость ~                          | $6 млн                  | $9,2 млн  | $9 млн      | $9 млн         | $2 млн           | $9 млн             | $2,5 млн | $12 млн                     |

## Галерея
- Т-84 ВС Украины